# 1354 هـ
1354 هـ هي سنة في التقويم الهجري امتدت مقابلةً في التقويم الميلادي بين سنتي 1935 و1936.

## مواليد
- محمد بن هلال بن حمد السعدي
- خالد بن محمد القصيبي
- سعيد حوى
- صالح الفوزان
- محمد حسين فضل الله
- محمد عبد الله الحميد
- مولود حسين مولود
- عبدالرحمن بن حماد العمر
- سلمان بن عبدالعزيز ال سعود
- أحمد بن محمد الضبيب
- الحسين بن طلال
- بدر بن سعود بن عبد العزيز آل سعود
- حسام الآلوسي
- راشد المبارك
- سعد بن سعود بن عبد العزيز آل سعود
- سلمان بن عبد العزيز آل سعود
- صالح الفوزان
- عبدو ضيوف
- علي عبد المغني
- محمد الفيصل بن عبد العزيز آل سعود
- محمد سعيد الطباطبائي الحكيم

## وفيات
- أسعد داغر
- إبراهيم البري
- إبراهيم هنانو
- إغناطيوس جويدي
- بدر الدين الحسني
- جبرييل فران
- حسن الصدر
- خليان ربيرة
- عبد الرحمن البوصيري
- عبد الله السلام
- عبد الوهاب طلس
- علي بن محمد المحمود
- مشاري بن جلوي بن تركي آل سعود
- محمد بن عثمان الشاوي
- أبو شعيب الدكالي
- جميل صدقي الزهاوي
- محمد بخيت المطيعي
- محمد رشيد رضا
- مصطفى أمين الأعظمي - أديب وسياسي بغدادي من العراق.